# Centre hospitalier de Ploërmel
Centre hospitalier Alphonse-Guérin
L′hôpital de Ploërmel est un hôpital public, situé dans la commune de Ploërmel, dans le Morbihan, en Bretagne (France). Il dispose notamment d'un service d'urgences, d'un service de chirurgie et d'une maternité.

## Dénomination et administratif
L'hôpital de Ploërmel est baptisé « centre hospitalier Alphonse-Guérin » en hommage à Alphonse Guérin, un médecin et chirurgien des hôpitaux de Paris qui est né à Ploërmel.
Il appartient au Groupement hospitalier Brocéliande Atlantique (GHBA), qui regroupe les hôpitaux de Vannes, d'Auray, de Josselin, de Belle-Île-en-Mer, de Basse-Vilaine de Nivillac, ainsi que l'Établissement social et médico-social de Malestroit et l'Établissement public de santé mentale du Morbihan.

## Soins hospitaliers
En 2024, l'hôpital de Ploërmel dispose d'un total de 418 lits et place : 119 en médecine, 36 en chirurgie, 16 en gynéco-obstétrique, 30 en SSR et 40 lits d'hospitalisation à domicile. Il s'y ajoute 177 places en EHPAD.
L'hôpital de Ploërmel est organisé en pôles : médecine, chirurgie, activités transversales, support de soin et secteur personnes âgées. En 2024, sa maternité a pris en charge environ 499 accouchements.

## Histoire
L'existence d'un hôpital à Ploërmel est attestée par un arrêté d'audience daté du 18 décembre 1628. Pierre Le Gouvello de Keriolet y aurait logé en 1636. D'après la Revue de Bretagne, Anne-Toussainte de Volvire a, selon son testament rédigé en 1694, légué tous ses biens à l'hôpital de Ploërmel.
Le service de maternité est ouvert en 1961, puis renforcé à plusieurs reprises. En 2011, le service de maternité obtient le label « hôpital ami des bébés ». En 2019, le député Paul Molac interpelle le gouvernement quant à un risque de délocalisations des activités de l'hôpital de Ploërmel vers l'hôpital de Vannes. Le développement d'un plateau de chirurgie et du service de maternité est évoqué fin 2020.
En juin 2021, la suppression de 10 lits (7 en chirurgie et 3 en médecine) est annoncée. Le 1er juillet 2021, à l'instigation de la CFDT, le personnel proteste contre cette annonce.

## Équipe
Début 2021, quatre chirurgiens ORL venus de l'hôpital de Vannes renforcent le service

## Matériel
Le service de cardiologie est doté de défibrillateurs et d'échocardiographies de stress.
En octobre 2020, l'hôpital de Ploërmel se dote d'un scanner spectral, loué pour une durée de sept ans, qui représente un budget d'un million d'euros. 
Le plateau technique du centre hospitalier de Ploërmel dispose :
- Des salles de radiographie
- 2 salles d’échographie
- 1 salle de mammographie numérique
- Un scanner
- Une IRM 1,5 T